# Yoshio Masui
Yoshio Masui (jap. 増井 禎夫, Masui Yoshio; * 30. November 1930 in Kyōto; † 18. April 2024) war ein japanisch-kanadischer Zellbiologe und Professor an der University of Toronto.

## Leben
Masui erwarb 1953 einen Bachelor und 1955 einen Master an der Universität Kyōto, 1961 ebendort einen Ph.D. mit einer Arbeit über die Effekte von Lithium-Ionen auf die Embryogenese von Amphibien. An der Kōnan-Universität in Kōbe wurde er 1955 Assistent, 1958 übernahm er einen Lehrauftrag als Dozent (kōshi) und 1965 eine Juniorprofessur (jokyōju, engl. Assistant Professor). Während eines Forschungsaufenthaltes 1966/1967 an der Yale University in New Haven, Connecticut, arbeitete er in der Arbeitsgruppe von Clement L. Markert zunächst zu Isoenzymen der Lactatdehydrogenase in Pinguin-Embryos, bevor er neue Studien zur Reifung von Frosch-Eizellen begann. Um diese Arbeiten beenden zu können, gab er seine Professur in Kōbe auf. 1969 erhielt Masui eine Professur für Zoologie an der University of Toronto. 1997 ging er in den Ruhestand.

## Wirken
Masui entdeckte bei seiner Arbeiten an befruchteten Frosch- und Maus-Eizellen den Maturation promoting factor (MPF) und den Cytostatic factor (CSF). Beide spielen eine zentrale Rolle bei Initiierung von Meiose und Mitose. Ihre Identifizierung und Charakterisierung stellen den Ausgangspunkt zur Erforschung der Regulierung der Zellteilung dar.

## Auszeichnungen (Auswahl)
- 1992 Gairdner Foundation International Award[4] gemeinsam mit Leland H. Hartwell, Paul Nurse, Richard Peto, Bert Vogelstein und Robert Allan Weinberg
- 1998 Albert Lasker Award for Basic Medical Research gemeinsam mit Leland H. Hartwell und Paul Nurse[5]
- 1998 Mitgliedschaft in der Royal Society[6]
- 2003 Officer of the Order of Canada[7]
- 2003 Mitgliedschaft in der Royal Society of Canada[8]